# Wolfgang Schmidt (Fußballspieler, 1948)
Wolfgang Schmidt (* 11. März 1948; † nach 1978) war ein deutscher Fußballspieler. 1974 spielte er kurzfristig für den FC Rot-Weiß Erfurt in der DDR-Oberliga, der höchsten Spielklasse im DDR-Fußball.

## Sportliche Laufbahn
Seinen Start im höherklassigen Fußball vollzog Wolfgang Schmidt, als er 20-jährig in der Saison 1967/68 seine ersten vier Punktspiele für die Armeesportgemeinschaft (ASG) Vorwärts Meiningen in der zweitklassigen DDR-Liga absolvierte. Von der folgenden Spielzeit bis 1972/73 war er in der ASG Stammspieler, von den in diesem Zeitraum ausgetragenen 134 DDR-Liga-Spielen bestritt er 114 Partien, in denen er 35 Tore erzielte. Mit elf Treffern hatte er 1970/71 seine beste Torquote. Zur Saison 1973/74 wechselte Schmidt zum FC Rot-Weiß Erfurt. Dort konnte er zunächst nur zwei Punktspiele für die 2. Mannschaft in der DDR-Liga bestreiten. Für die Spielzeit 1974/75 wurde er zwar für die Oberligamannschaft gemeldet, wurde aber auch dort nur in zwei Punktspielen eingesetzt. Stattdessen absolvierte er von den 22 Ligaspielen der 2. Mannschaft 18 Begegnungen und kam auf acht Tore. Da RWE II am Ende der Saison aus der DDR-Liga abstieg und Schmidt auch für die Oberligamannschaft nicht mehr berücksichtigt wurde, verschwand er für mehrere Jahre aus der ersten und zweiten Fußballebene. Erst in der Saison 1976/77 tauchte er für eine Spielzeit noch einmal in der DDR-Liga auf. Für den Aufsteiger BSG Umformtechnik Erfurt bestritt er 17 von 22 Ligaspielen, in denen er acht Tore erzielen konnte. Die BSG stieg nach einem Jahr wieder in die drittklassige Bezirksliga ab, für Wolfgang Schmidt bedeutete dies den endgültigen Abschied vom Leistungsfußball. Dort war er innerhalb von neun Spielzeiten auf zwei Oberligaspiele (0 Tore) und 138 DDR-Liga-Spiele mit 43 Toren gekommen.